# 真楽寺 (長野県御代田町)

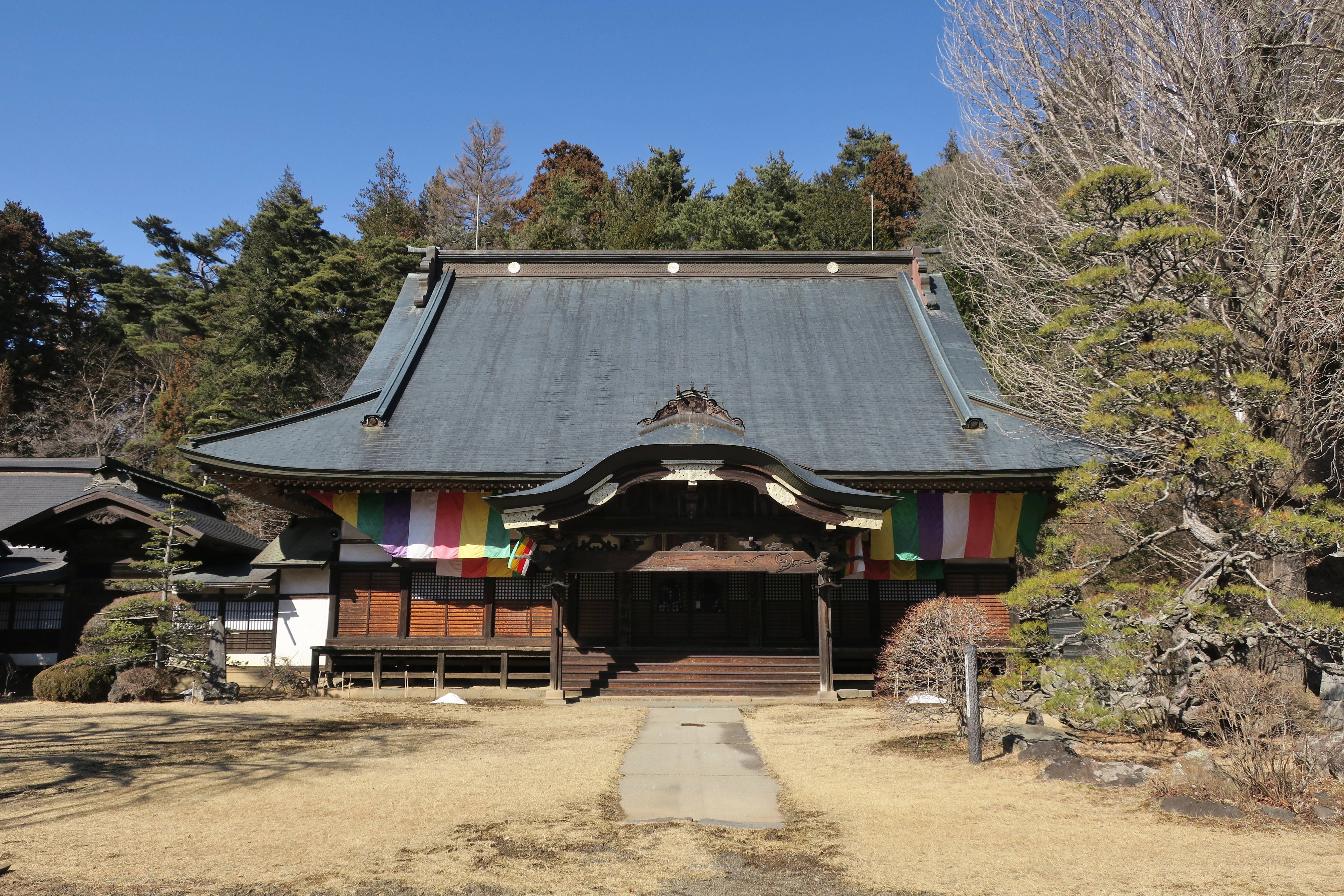
本堂

真楽寺（しんらくじ）は、長野県北佐久郡御代田町の寺院。真言宗智山派で山号は浅間山。用明天皇元年（586年）、用明天皇の勅願による開山。龍神伝説、浅間山別当、勅願寺としても知られる。また、聖徳太子、源頼朝、松尾芭蕉なども参詣したという名刹。本尊は普賢菩薩。

## 歴史
諏訪大社の御祭神は真楽寺の泉より出現されたとの民話がある。第31代天皇である用明天皇は病弱だったが、長子である聖徳太子の勧めもあり、仏法に深く帰依されていたその時、浅間山が突如大噴火した。用明天皇もその揺れを感じられたという。早速、勅使を派遣され、浅間山の鎮火祈願のため、真楽寺を被災地に建立された。御山安穏と人民救済の深い祈りを捧げたので、火山活動も終息したといわれる。
天正8年（1560年）真言瑜伽の道場となったが、天和年間に浅間山一帯の大洪水で堂塔が流出、宝永年間には大火で全焼した。安永7年（1778年）に再建し、総法務の仁和寺宮の談林所として中興された。三重塔が長野県指定有形文化財（長野県宝）に指定されている。

## 伝承・文化

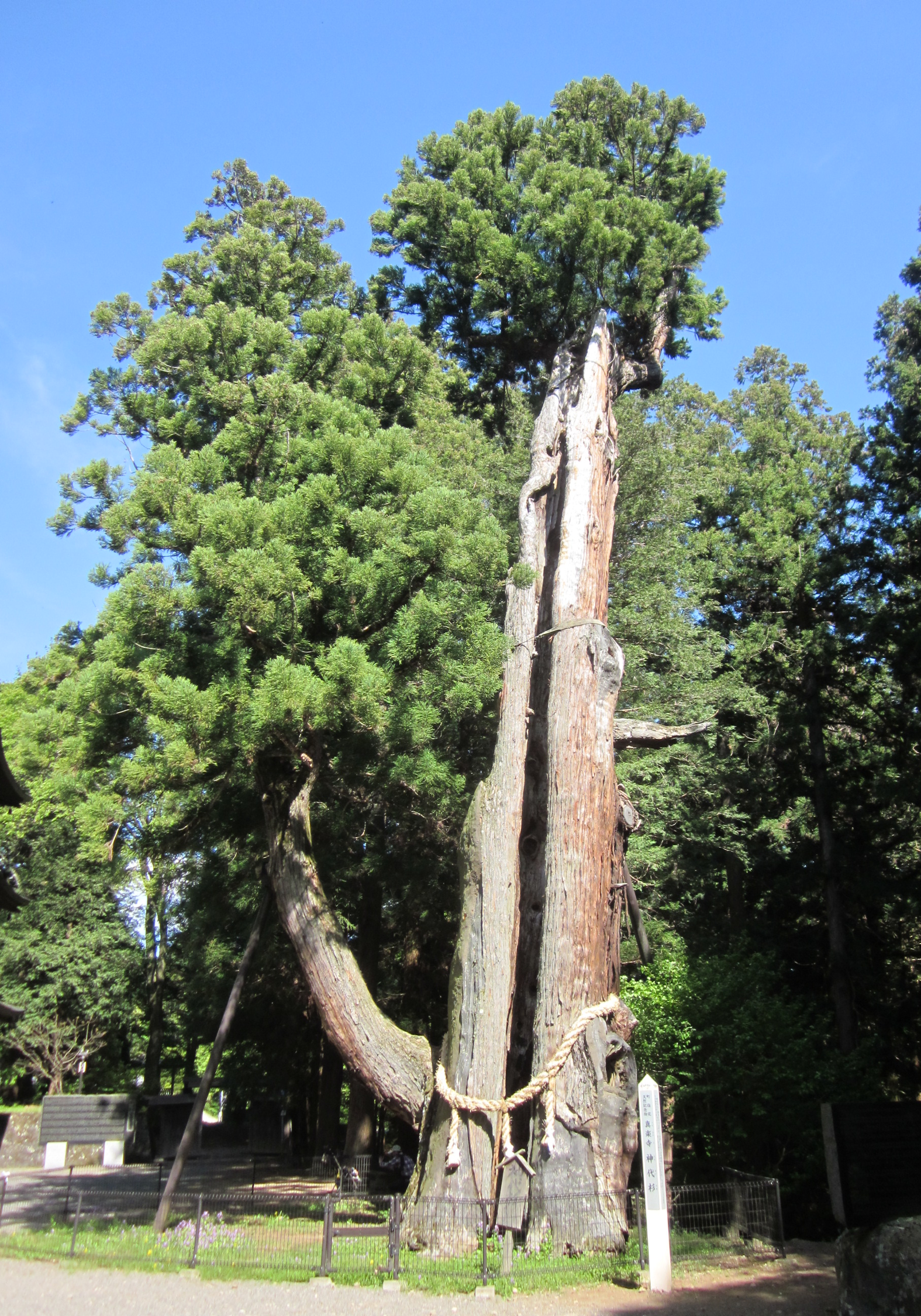
神代杉

- 昔、甲賀三郎は兄二人に騙され蓼科山の深い穴へと落とされた。三郎は暗い世界をさまよい、やがてこの世へ生還した。そこが真楽寺の泉だった。しかし三郎の体は龍になっていた。龍は泉から川を下り、佐久平を南下し、山を越え諏訪湖に至り、諏訪の神となった。
- 泉を出て諏訪に向かった龍は途中、長土呂村に来て「近い」と言ったので「近津」の地名がある。
- 龍は小田井で転んで、胡麻の木で眼を突かれた。今でも小田井と横根では胡麻を栽培すると眼病になるといって畑で作らない。
- 蓼科山を越えて諏訪を目指した龍が振り返った時、尾がまだ前山に垂れていたので、「尾垂山」という。
- 用明天皇の勅を奉じた栄曇という僧は最初に浅間山の賽の河原の六地蔵付近で庵を結び祈祷を行ったという。
- 栄曇の庵から、寺の位置も変わり、寺名も「神楽寺」、「信楽寺」、「真楽寺」と変化したといわれる。
- 聖徳太子は、父皇の建てた真楽寺を参詣し、泉の中に繁茂する「七尋芹」の美しさに心を打たれたという。瑜
- 真楽寺の不動明王の石像の前を源頼朝の馬が通行しようとしたら、馬が倒れた。不動のお告げにより、像を南向きに祀ったところ馬は通行できたという。
- 源頼朝は真楽寺に十六間四面の巨大な本堂を寄進したが、火災で焼失した。
- 浅間山が火を噴いた時、皇は都より公家を真楽寺に派遣された。それを知った塩名田村では、真楽寺へ三里の文字を岩に彫った。
- 寺が火事になった時、聖天様が杉の枝にまたがった。境内は灰になったが、杉だけは残ったが、今も焼けた痕跡が幹に残る。
- 文化の頃、この寺の深慧僧正は将軍に学問の講義をした。
- 深慧僧正の弟子の道本は江戸の愛宕山の寺額を書いた。
- 安永の頃の憲浄上人は幕府から十万石の格式を授与され、小諸城主と対等に振る舞ったという。
- 憲浄上人の弟子の善隋は大力無双だった。ある時、寺の規則を破って乗馬のまま境内に入った武士に怒り、馬もろともに投げ捨てたという。
- 「むすぶよりはや歯にしみる清水かな」と刻まれた芭蕉句碑がある。
- 毎年7月の最終土曜に開催される「龍神まつり」は盛大[3]。

## ギャラリー

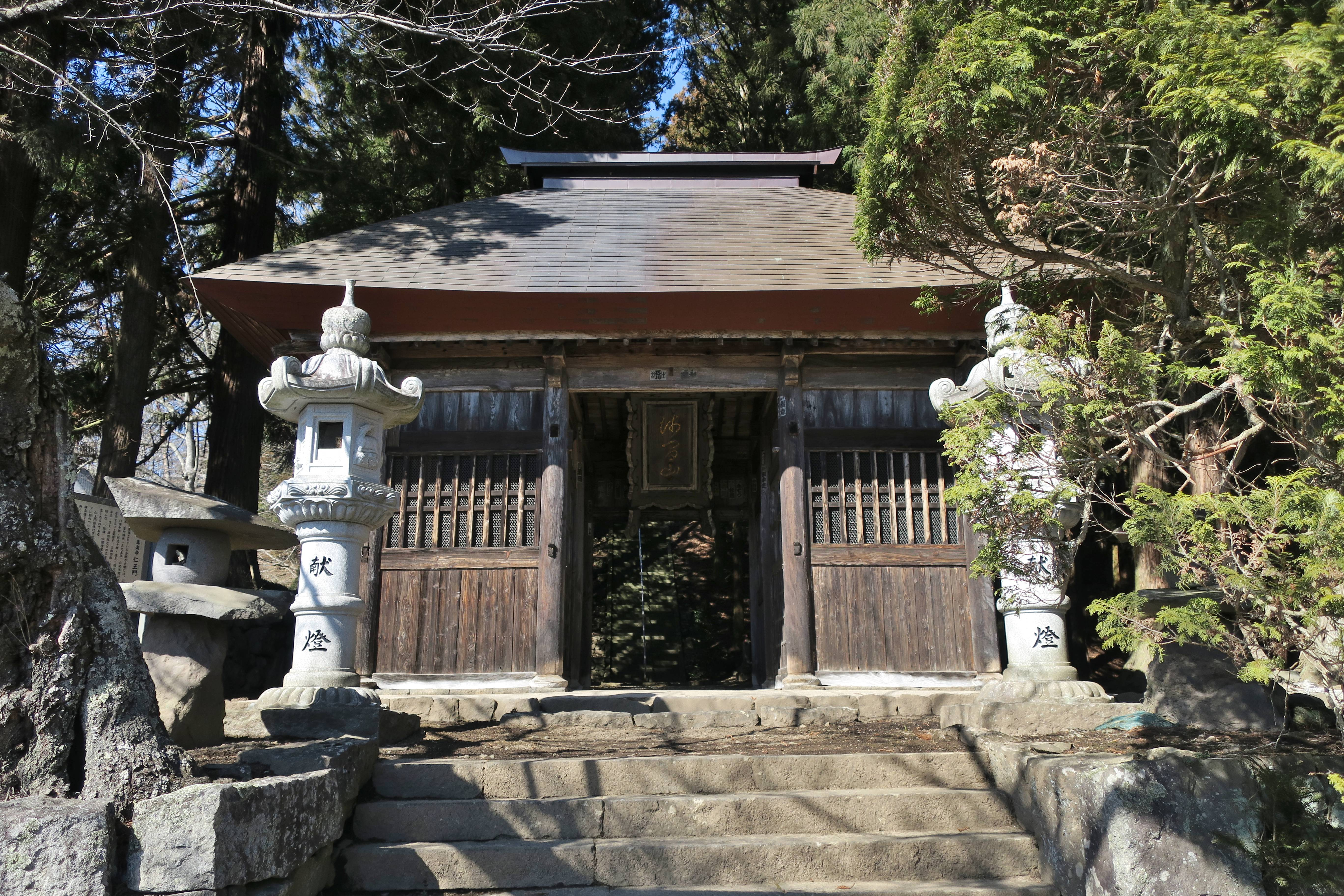
仁王門
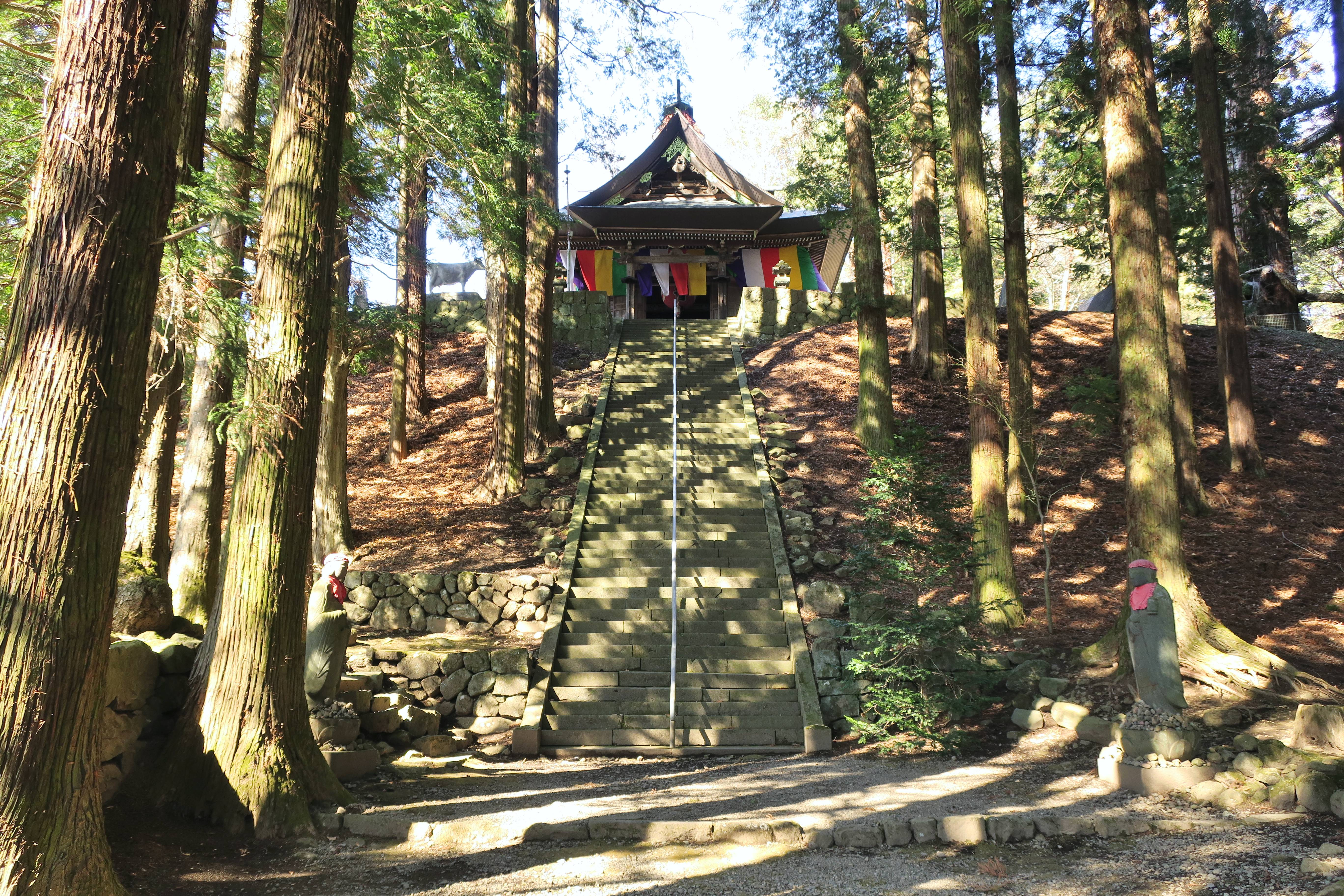
観音堂
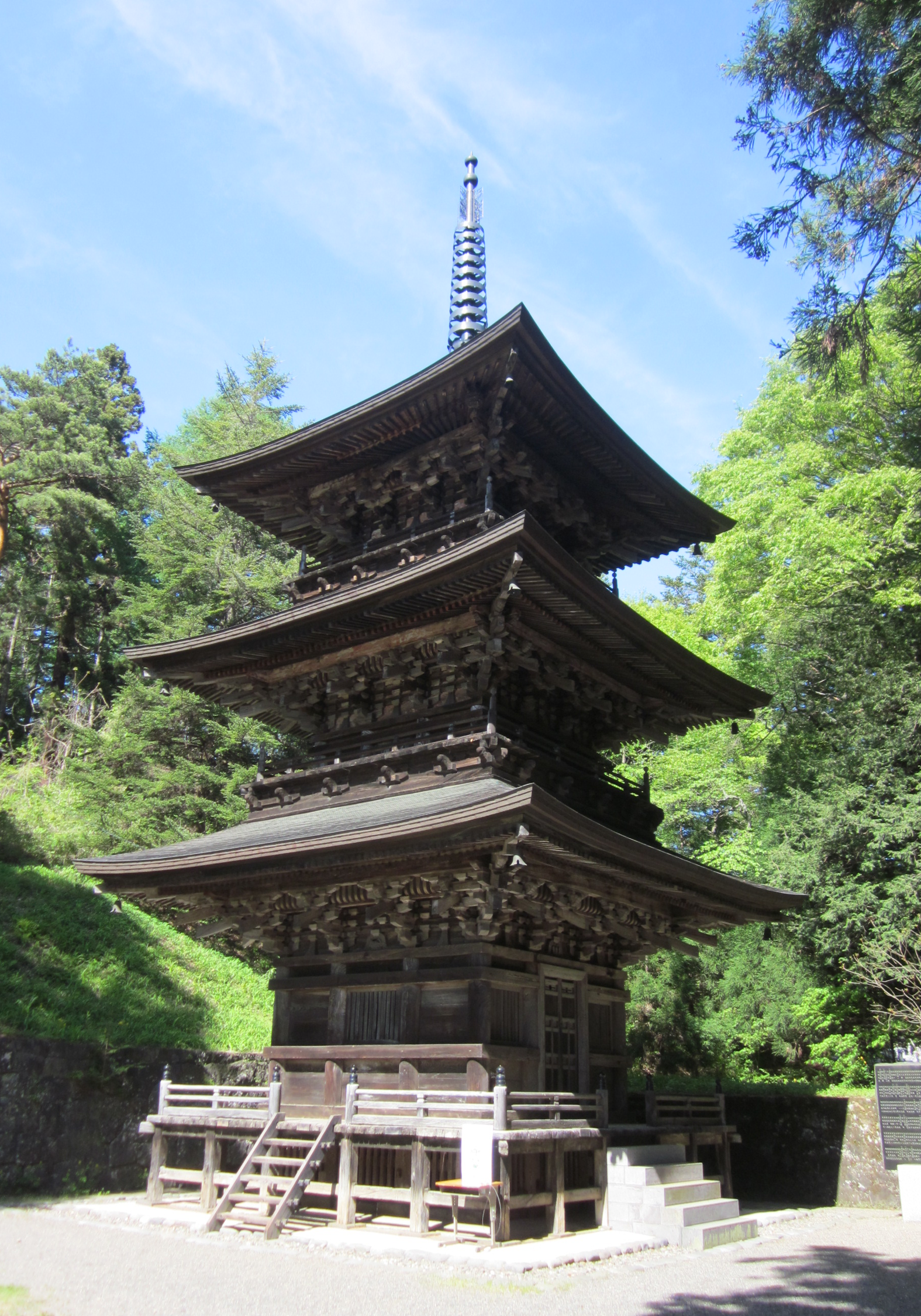
三重塔

## 最寄り駅
- しなの鉄道
  - しなの鉄道線御代田駅